# Conura annulipes
Conura annulipes är en stekelart som först beskrevs av Maximilian Spinola 1853.  Conura annulipes ingår i släktet Conura och familjen bredlårsteklar. Inga underarter finns listade i Catalogue of Life.